# Three Trumpets
Three Trumpets è un album di Art Farmer, Donald Byrd e Idrees Sulieman, pubblicato dalla Prestige Records nel 1957. Il disco fu registrato il 26 gennaio 1957 ad Hackensack, New Jersey (Stati Uniti), negli studi di Rudy Van Gelder.

## Tracce
Lato A
1. Palm Court Alley – 7:48 (Idrees Sulieman)
2. Who's Who? – 6:29 (Art Farmer)
3. Difusion of Beauty – 7:01 (Hod O'Brien)

Lato B
1. Forty Quarters – 4:34 (Idrees Sulieman)
2. You Gotta Dig It to Dig It – 13:30 (Donald Byrd)

## Musicisti
- Art Farmer  - tromba
- Donald Byrd  - tromba
- Idrees Sulieman  - tromba
- Hod O'Brien  - pianoforte
- Addison Farmer  - contrabbasso
- Ed Thigpen  - batteria